# Curling-Weltmeisterschaft der Damen 1998
Die Curling-Weltmeisterschaft der Damen 1998 (offiziell: Ford World Women’s Curling Championship 1998) war die 20. Austragung der Welttitelkämpfe im Curling der Damen. Das Turnier wurde vom 4. bis 12. April des Jahres in der kanadischen Stadt Kamloops, British Columbia im Riverside Coliseum ausgetragen.
Gastgeber Kanada stand einer Übermacht der nordeuropäischen Teams gegenüber. Im Halbfinale versammelten sich Schweden, Dänemark und Norwegen. Den Titel machten die Schwedinnen und Däninnen (7:3) unter sich aus. Kanada rettete im Spiel um Platz 3 die Bronzemedaille.
Gespielt wurde ein Rundenturnier (Round Robin), was bedeutet, dass Jeder gegen jeden antritt.

## Teilnehmende Nationen
| Dänemark | Deutschland | Finnland | Japan | Kanada |
| --- | --- | --- | --- | --- |
| Hvidovre CC, Hvidovre Skip: Helena Blach Lavrsen Third: Margit Pörtner Second: Dorthe Holm Lead: Lisa Richardson Ersatz: Trine Qvist | SC Riessersee, Garmisch-Partenkirchen Skip: Andrea Schöpp Third: Natalie Nessler Second: Heike Wieländer Lead: Jane Boake-Cope Ersatz: Andrea Stock | Hyvinkää CC, Hyvinkää Skip: Anne Eerikäinen Third: Jaana Jokela Second: Nina Pöllänen Lead: Laura Franssila Ersatz: Tiina Kautonen      | Obihiro & Tokoro CC, Obihiro Skip: Mayumi Ōkutsu Third: Akiko Katō Second: Yukari Kondō Lead: Yōko Mimura Ersatz: Akemi Niwa    | Ottewell CC, Edmonton Skip: Cathy Borst Third: Heather Godberson Second: Brenda Bohmer Lead: Kate Horne Ersatz: Rona McGregor |
| Norwegen | Schottland | Schweden | Schweiz | Vereinigte Staaten |
| Snarøen CC, Oslo Skip: Dordi Nordby Third: Hanne Woods Second: Marianne Haslum Lead: Kristin Tøsse Løvseth Ersatz: Marianne Aspelin  | Airleywight Ladies CC, Perth Skip: Kirsty Hay Third: Edith Loudon Second: Jackie Lockhart Lead: Katie Loudon Ersatz: Fiona Bayne                    | Umeå CK, Umeå Skip: Elisabet Gustafson Third: Katarina Nyberg Second: Louise Marmont Lead: Elisabeth Persson Ersatz: Margaretha Lindahl | Zug CC, Zug Skip: Cristina Lestander Third: Selina Breuleux Second: Madlaina Breuleux Lead: Annick Lusser Ersatz: Sandra Arnold | Bemidji CC, Bemidji Skip: Kari Erickson Third: Lori Kreklau Second: Stacey Liapis Lead: Ann Swisshelm Ersatz: Risa O’Connell  |

## Tabelle der Round Robin
| Schlüssel | Schlüssel                       |
| --------- | ------------------------------- |
|           | Qualifiziert für das Halbfinale |

| Platz | Team               | Spiele | Siege | Ndlg. |
| ----- | ------------------ | ------ | ----- | ----- |
| 1.    | Schweden           | 9      | 8     | 1     |
| 2.    | Norwegen           | 9      | 6     | 3     |
| 3.    | Dänemark           | 9      | 6     | 3     |
| 4.    | Kanada             | 9      | 6     | 3     |
| 5.    | Deutschland        | 9      | 5     | 4     |
| 6.    | Schweiz            | 9      | 4     | 5     |
| 7.    | Schottland         | 9      | 4     | 5     |
| 8.    | Japan              | 9      | 2     | 7     |
| 9.    | Vereinigte Staaten | 9      | 2     | 7     |
| 10.   | Finnland           | 9      | 2     | 7     |

## Ergebnisse der Round Robin

### Runde 1
| Begegnung          | Resultat |
| ------------------ | -------- |
| Schweden – Schweiz | 7:5      |

| Begegnung         | Resultat |
| ----------------- | -------- |
| Dänemark – Kanada | 12:3     |

| Begegnung                       | Resultat |
| ------------------------------- | -------- |
| Vereinigte Staaten – Schottland | 5:9      |

| Begegnung           | Resultat |
| ------------------- | -------- |
| Norwegen – Finnland | 6:4      |

| Begegnung           | Resultat |
| ------------------- | -------- |
| Deutschland – Japan | 3:2      |

### Runde 2
| Begegnung                   | Resultat |
| --------------------------- | -------- |
| Vereinigte Staaten – Kanada | 3:11     |

| Begegnung              | Resultat |
| ---------------------- | -------- |
| Finnland – Deutschland | 3:4      |

| Begegnung        | Resultat |
| ---------------- | -------- |
| Japan – Dänemark | 6:7      |

| Begegnung             | Resultat |
| --------------------- | -------- |
| Schottland – Schweden | 3:8      |

| Begegnung          | Resultat |
| ------------------ | -------- |
| Schweiz – Norwegen | 11:5     |

### Runde 3
| Begegnung                | Resultat |
| ------------------------ | -------- |
| Deutschland – Schottland | 9:1      |

| Begegnung        | Resultat |
| ---------------- | -------- |
| Norwegen – Japan | 10:4     |

| Begegnung         | Resultat |
| ----------------- | -------- |
| Finnland – Kanada | 5:6      |

| Begegnung          | Resultat |
| ------------------ | -------- |
| Schweiz – Dänemark | 6:9      |

| Begegnung                     | Resultat |
| ----------------------------- | -------- |
| Vereinigte Staaten – Schweden | 6:8      |

### Runde 4
| Begegnung      | Resultat |
| -------------- | -------- |
| Japan – Kanada | 3:6      |

| Begegnung           | Resultat |
| ------------------- | -------- |
| Schweden – Dänemark | 3:7      |

| Begegnung             | Resultat |
| --------------------- | -------- |
| Schweiz – Deutschland | 6:8      |

| Begegnung                     | Resultat |
| ----------------------------- | -------- |
| Vereinigte Staaten – Norwegen | 5:7      |

| Begegnung             | Resultat |
| --------------------- | -------- |
| Finnland – Schottland | 7:4      |

### Runde 5
| Begegnung                     | Resultat |
| ----------------------------- | -------- |
| Vereinigte Staaten – Finnland | 8:4      |

| Begegnung        | Resultat |
| ---------------- | -------- |
| Kanada – Schweiz | 8:5      |

| Begegnung             | Resultat |
| --------------------- | -------- |
| Norwegen – Schottland | 4:9      |

| Begegnung              | Resultat |
| ---------------------- | -------- |
| Dänemark – Deutschland | 8:2      |

| Begegnung        | Resultat |
| ---------------- | -------- |
| Schweden – Japan | 7:5      |

### Runde 6
| Begegnung           | Resultat |
| ------------------- | -------- |
| Dänemark – Norwegen | 3:9      |

| Begegnung           | Resultat |
| ------------------- | -------- |
| Schweden – Finnland | 7:2      |

| Begegnung       | Resultat |
| --------------- | -------- |
| Japan – Schweiz | 3:5      |

| Begegnung           | Resultat |
| ------------------- | -------- |
| Kanada – Schottland | 8:2      |

| Begegnung                        | Resultat |
| -------------------------------- | -------- |
| Deutschland – Vereinigte Staaten | 8:6      |

### Runde 7
| Begegnung            | Resultat |
| -------------------- | -------- |
| Schweiz – Schottland | 10:5     |

| Begegnung              | Resultat |
| ---------------------- | -------- |
| Deutschland – Norwegen | 4:6      |

| Begegnung         | Resultat |
| ----------------- | -------- |
| Kanada – Schweden | 3:5      |

| Begegnung                  | Resultat |
| -------------------------- | -------- |
| Japan – Vereinigte Staaten | 9:3      |

| Begegnung           | Resultat |
| ------------------- | -------- |
| Finnland – Dänemark | 2:10     |

### Runde 8
| Begegnung              | Resultat |
| ---------------------- | -------- |
| Deutschland – Schweden | 6:7      |

| Begegnung          | Resultat |
| ------------------ | -------- |
| Japan – Schottland | 6:8      |

| Begegnung                     | Resultat |
| ----------------------------- | -------- |
| Vereinigte Staaten – Dänemark | 7:6      |

| Begegnung          | Resultat |
| ------------------ | -------- |
| Finnland – Schweiz | 5:4      |

| Begegnung         | Resultat |
| ----------------- | -------- |
| Norwegen – Kanada | 8:7      |

### Runde 9
| Begegnung        | Resultat |
| ---------------- | -------- |
| Finnland – Japan | 6:7      |

| Begegnung                    | Resultat |
| ---------------------------- | -------- |
| Schweiz – Vereinigte Staaten | 6:5      |

| Begegnung           | Resultat |
| ------------------- | -------- |
| Schweden – Norwegen | 5:4      |

| Begegnung            | Resultat |
| -------------------- | -------- |
| Deutschland – Kanada | 5:6      |

| Begegnung             | Resultat |
| --------------------- | -------- |
| Schottland – Dänemark | 8:3      |

## Play-off

### Turnierbaum
|  | Halbfinale | Halbfinale | Halbfinale |   |          | Finale                      | Finale                      | Finale                      |
|  |            |            |            |   |          |                             |                             |                             |
|  |            |            |            |   |          |                             |                             |                             |
|  | 1          | Schweden   | 8          |   |          |                             |                             |                             |
|  | 4          | Kanada     | 7          |   |          |                             |                             |                             |
|  |            |            |            | 1 | Schweden | 7                           |                             |                             |
|  |            |            |            |   | 3        | Dänemark                    | 3                           |                             |
|  | 2          | Norwegen   | 4          |   |          |                             |                             |                             |
|  | 3          | Dänemark   | 6          |   |          | Spiel um die Bronzemedaille | Spiel um die Bronzemedaille | Spiel um die Bronzemedaille |
|  |            |            |            |   |          | 2                           | Dänemark                    | 2                           |
|  | 4          | Kanada     | 10         |   |          |                             |                             |                             |
|  |            |            |            |   |          |                             |                             |                             |

### Halbfinale
| Begegnung         | Resultat |
| ----------------- | -------- |
| Schweden – Kanada | 8:7      |

| Begegnung           | Resultat |
| ------------------- | -------- |
| Norwegen – Dänemark | 4:6      |

### Spiel um die Bronzemedaille
| Begegnung         | Resultat |
| ----------------- | -------- |
| Norwegen – Kanada | 2:10     |

### Finale
| Team     |  | 1 | 2 | 3 | 4 | 5 | 6 | 7 | 8 | 9 | 10 | Gesamt |
| -------- |  | - | - | - | - | - | - | - | - | - | -- | ------ |
| Dänemark |  | 0 | 0 | 0 | 1 | 0 | 1 | 0 | 0 | 1 | X  | 3      |
| Schweden |  | 0 | 1 | 0 | 0 | 1 | 0 | 4 | 1 | 0 | X  | 7      |

## Endstand
| Platz | Land               |
| ----- | ------------------ |
| 1     | Schweden           |
| 2     | Dänemark           |
| 3     | Kanada             |
| 4     | Norwegen           |
| 5     | Deutschland        |
| 6     | Schweiz            |
| 7     | Schottland         |
| 8     | Japan              |
| 9     | Vereinigte Staaten |
| 10    | Finnland           |